# 4471 Гракулус
4471 Гракулус (4471 Graculus) — астероїд головного поясу, відкритий 8 листопада 1978 року.
Тіссеранів параметр щодо Юпітера — 3,240.